# Mâsca, Arad
Mâsca este un sat în comuna Șiria din județul Arad, Crișana, România.

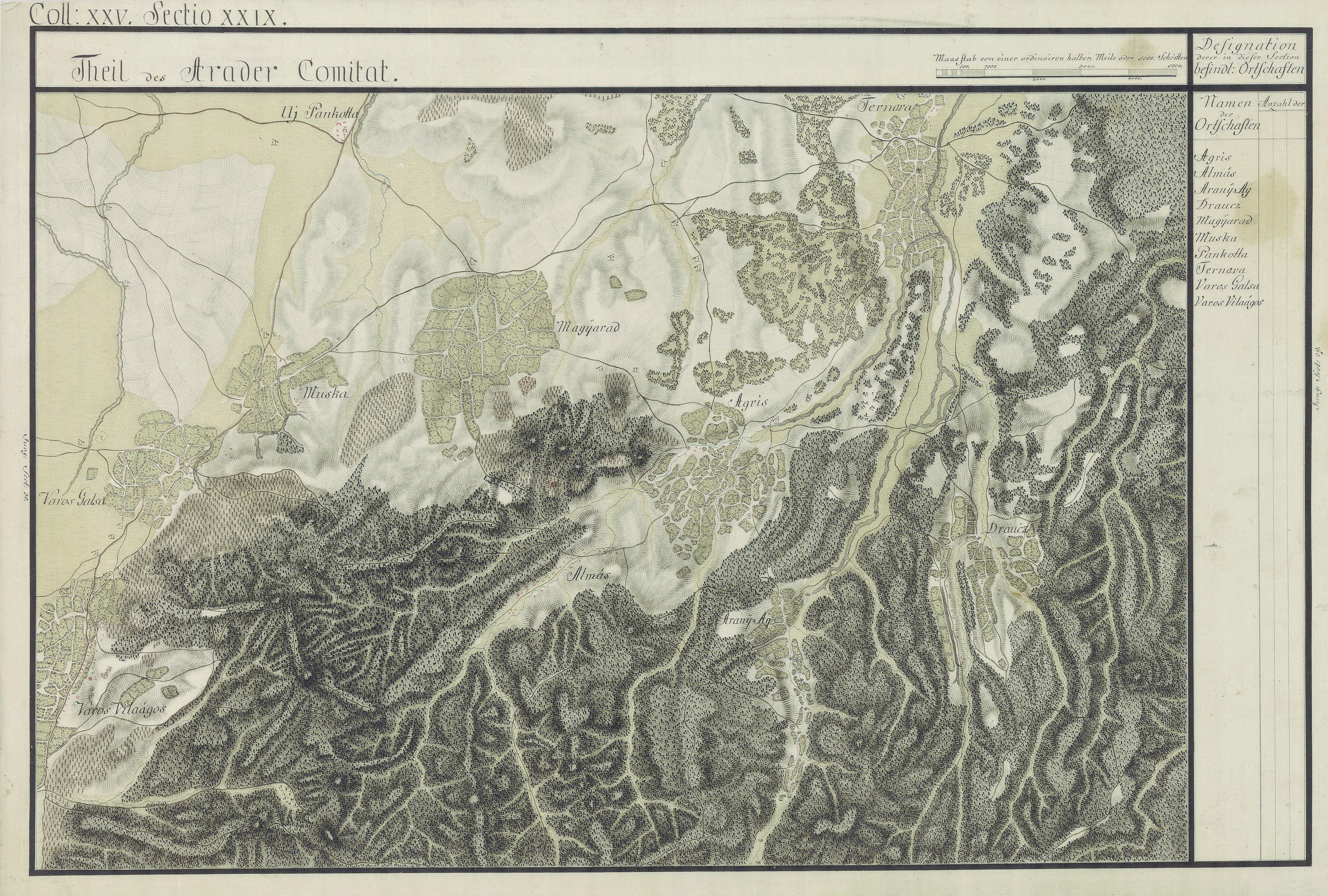
Mâsca în Harta Iozefină a Comitatului Arad, 1782-85